# Gymplatanthera
Gymplatanthera là một chi thực vật có hoa trong họ Lan.